# Cynthia Pratt
Cynthia Alexandria "Mother" Pratt (Nueva Providencia, 5 de noviembre de 1945) es una política bahameña, que se ha desempeñado como la 12.ª gobernadora general de las Bahamas desde el 1 de septiembre de 2023.

## Biografía
Pratt se convirtió en miembro del Parlamento en 1997 en representación de la circunscripción de St. Cecilia. Se desempeñó durante 15 años como miembro del Parlamento por el mismo distrito.
En 2002, tras la victoria del Partido Liberal Progresista en las elecciones nacionales, Pratt se convirtió en la primera mujer vice primera ministra de las Bahamas, cargo que desempeñó hasta 2007. Se desempeñó como primera ministra interina en 2005, cuando el primer ministro Perry Christie sufrió un derrame cerebral.
Pratt también fue la primera mujer en servir como Ministra de Seguridad Nacional.
Pratt se desempeñó como adjunta del Gobernador General de las Bahamas en varias ocasiones.
En agosto de 2023, el primer ministro Philip Davis anunció que había recomendado al rey Carlos III que Pratt fuese nombrada como la próxima Gobernadora General de las Bahamas. El 1 de septiembre de 2023, Pratt prestó juramento como la 12.ª Gobernadora General de las Bahamas durante una ceremonia en la Casa de Gobierno.